# Герб Трокского воеводства
Герб Трокского воеводства (пол. Herb województwa Trockiego) — официальный символ Трокского воеводства Великого княжества Литовского и Речи Посполитой.

## Описание
В червлёном поле рыцарь в серебряных доспехах, держащий в правой руке копьё (в поздних версиях — алебарду), а в левой щит. В польском издании Статута 1614 года отсутствует щит, но имеется палаш на поясе.

## История
Воеводство было создано в 1413 году на основании Городельской унии из Гродненского и Трокского княжеств. Однако символ Трокской земли впервые появляется ещё на печатях Витовта 1404 и 1407 годов.
Истоки герба, вероятно, восходят к печати Кейстута, соправителя Великого княжества Литовского, вотчиной которого было Трокское княжество. На печати Кейстут использовал образ рыцаря со щитом и мечом. Именно это изображение в несколько видоизмененном варианте (вместо меча рыцарь получил копье) Витовт использовал как герб Трокской земли. В гербовнике 1456 года «Кодекс Бергсхамара» герб выглядел так: в красном поле идущий серебряный рыцарь, держит в правой руке копьё, а левой опирается на красный щит, на котором помещены золотые Колюмны. Почти такое же гербовое изображение Трокской земли (только без «Калюмн») дает другой гербовник 1555 года — Stemmata Polonica.
Свидригайло Ольгердавич, а позже — Сигизмунд Кейстутович на тронных печатях продолжили использование этого рисунка герба.
Сигизмунд III Ваза на большой Литовской печати среди 12 гербов, размещённых вокруг герба Великого княжества Литовского Погоня, также видим трокского рыцаря, правда рыцарь повёрнут в левую геральдическую сторону (вправо от зрителя) и уже с алебардой.
Новогрудский воевода (1755—1772), историк и геральдист Юзеф Яблоновский приводит следующее описание герба: «муж вооружённый пеший с палашей сбоку, копьём в руке».
Герб, вероятно, использовался на Трокской хоругви. Но, в связи с активной полонизацией Великого княжества Литовского, Статутом 1566 года было установлено, что все воеводства на лицевых сторонах хоругвий имеют великокняжеский герб «Погоню». Александр Гваньини даёт описание:

Хоругвь Трокского воеводства о двух рогах, тридцатью пятью мерами лазуревой китайки, заключает в себе герб Великого княжества Литовского: вооруженный муж на коне с мечом, в красном поле.
Оригинальный текст (пол.)Chorągiew województwa trockiego o dwu rogach, trzydzieści i pięć miar kitajki lazurowej w sobie zamyka, herb na niej wielkiego ks. lit., mąż zbrojny na koniu z mieczem, w polu czerwonem.

Это же описание повторил и геральдист Каспер Несецкий в своём «Гербовнике Польском». После выхода этих работ в Короне Королевства Польского гербом воеводства стал считаться великокняжеский герб Погоня.
На основе древнего Трокского герба в Литовской республике в 1998 году утверждён герб Тракайского района, в 2003 году — герб Дзукии, а в 2004 — Герб Алитусского уезда.

## Галерея

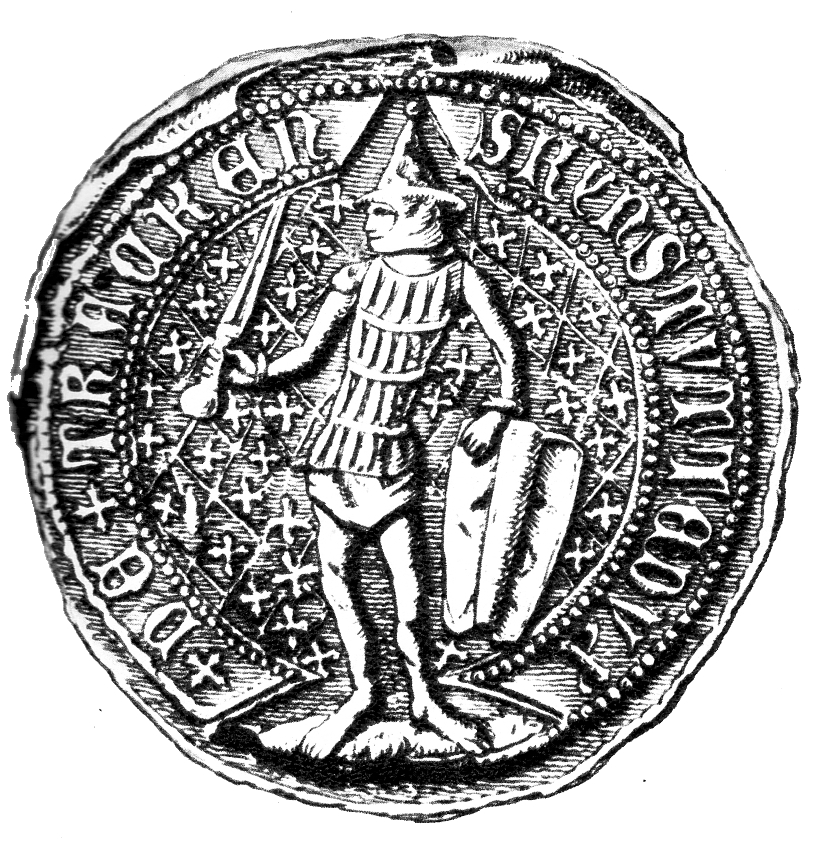
Печать Кейстута, 1379 г.
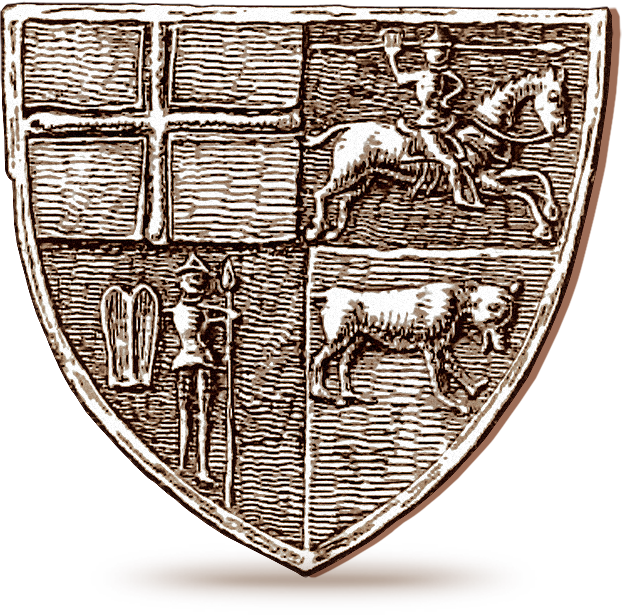
Герб с печати Витовтa, 1404 г.
Герб Трокского княжества. С печати Витовтa, 1407 г. (вар. 1)
Герб Трокского княжества. С печати Витовтa, 1407 г. (вар. 2)
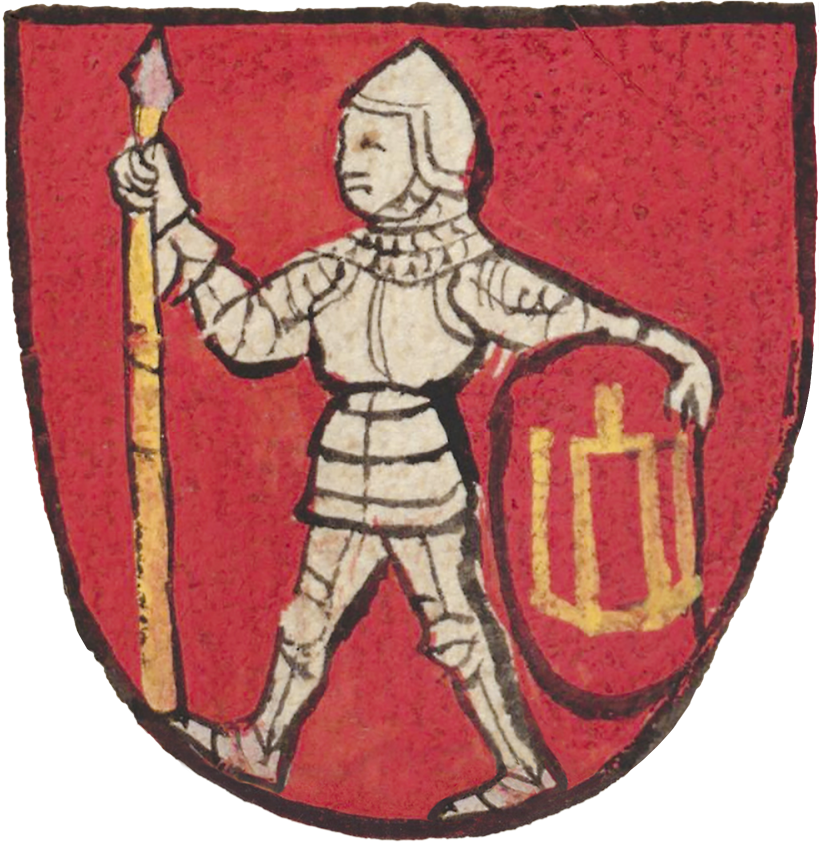
Из гербовника Armorial Lyncenich, ок. 1435 г.
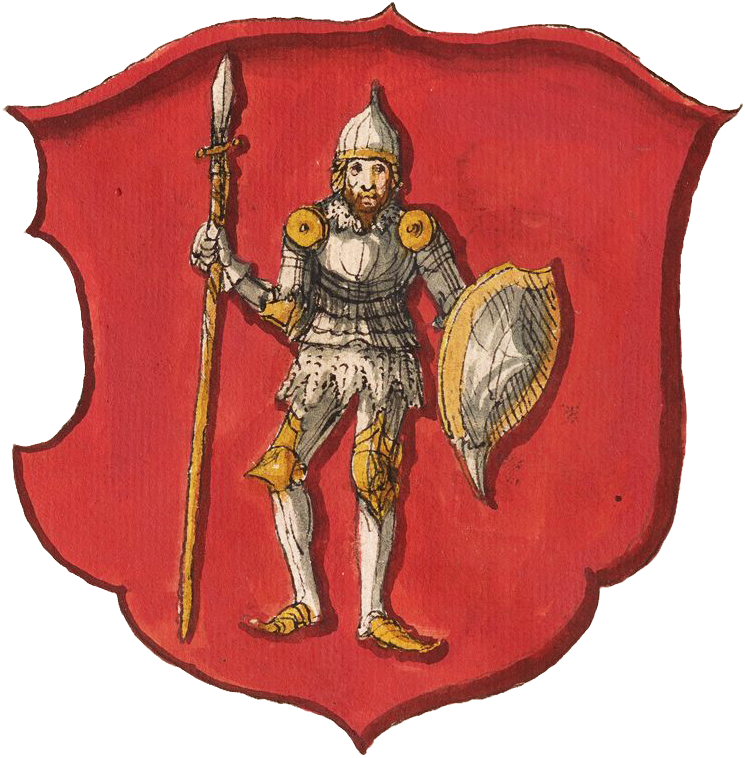
Из гербовника Stemmata Polonica[пол.], ок. 1555 г.
Прорисовка с большой Литовской печати Яна Собеского III. 1676 г.
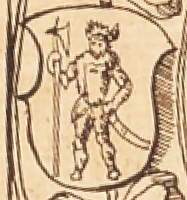
Из польского издания Статута ВКЛ, 1614 г.
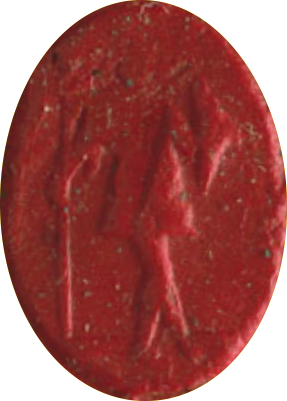
С большой литовской печати Станислава Августа, 1764 г.
Герб с военной хоругви воеводства из гербовника Каспера Несецкого, 1743 г.
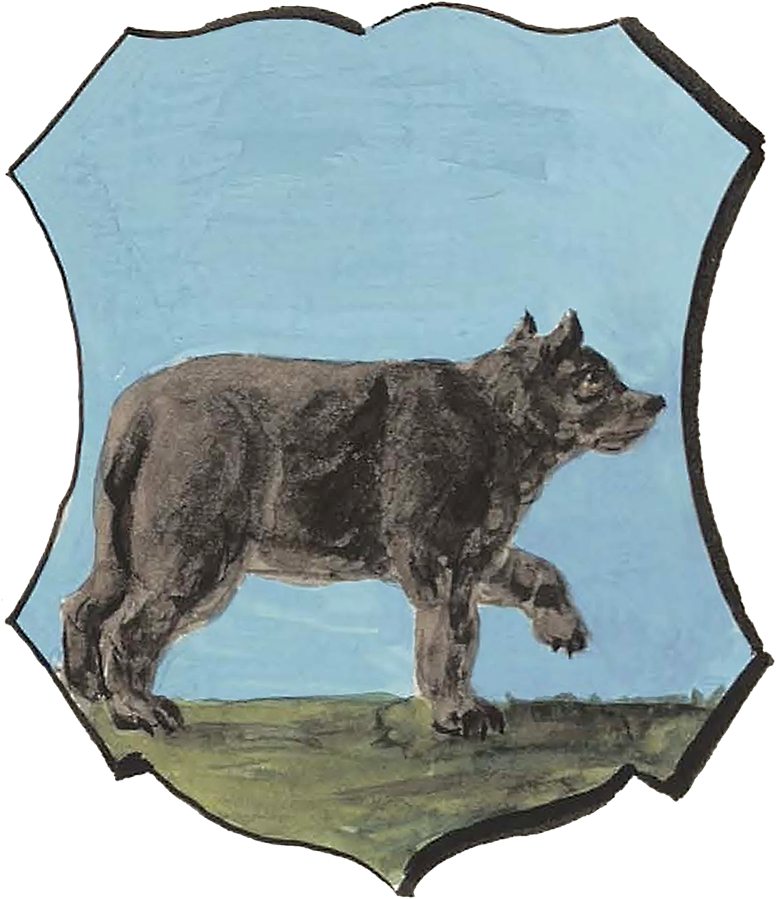
Ошибочное изображение герба из гербовника Б. Старжинского, 1875–1900 г.
Реконструкция лицевой стороны Трокской хоругви посполитого рушения во время русско-польской войны 1609—1618 гг.
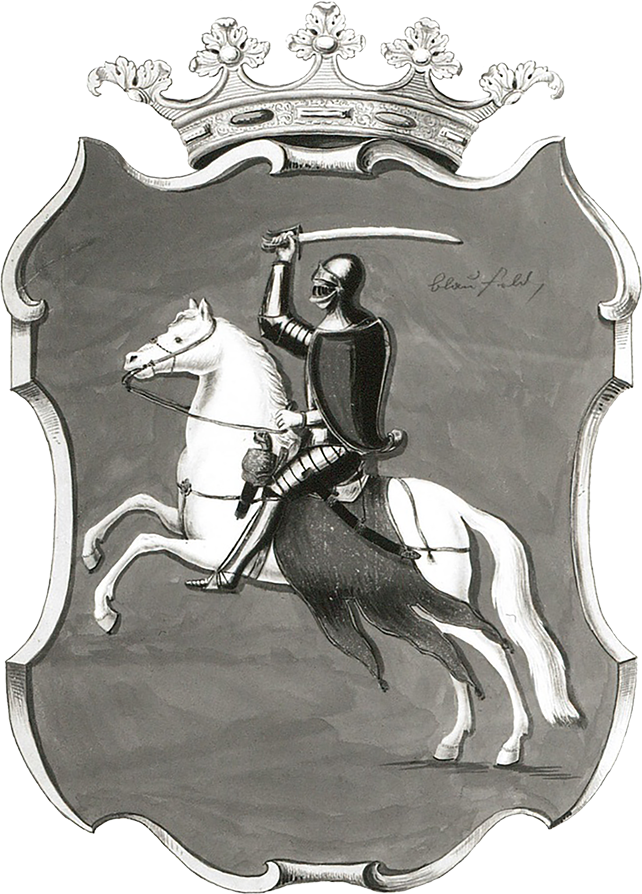
Акварельный эскиз герба для оформления Сенатского (посольского) зала Королевского замка в Варшаве. Ок. 1720 года
Герб Тракайского района Литвы, 1998 г.
Герб Дзукии, 2003 г.
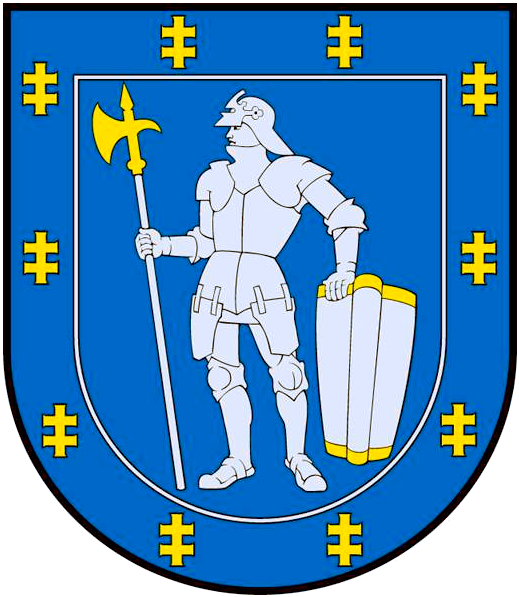
Герб Алитусского уезда Литвы, 2004 г.